# 월면기지

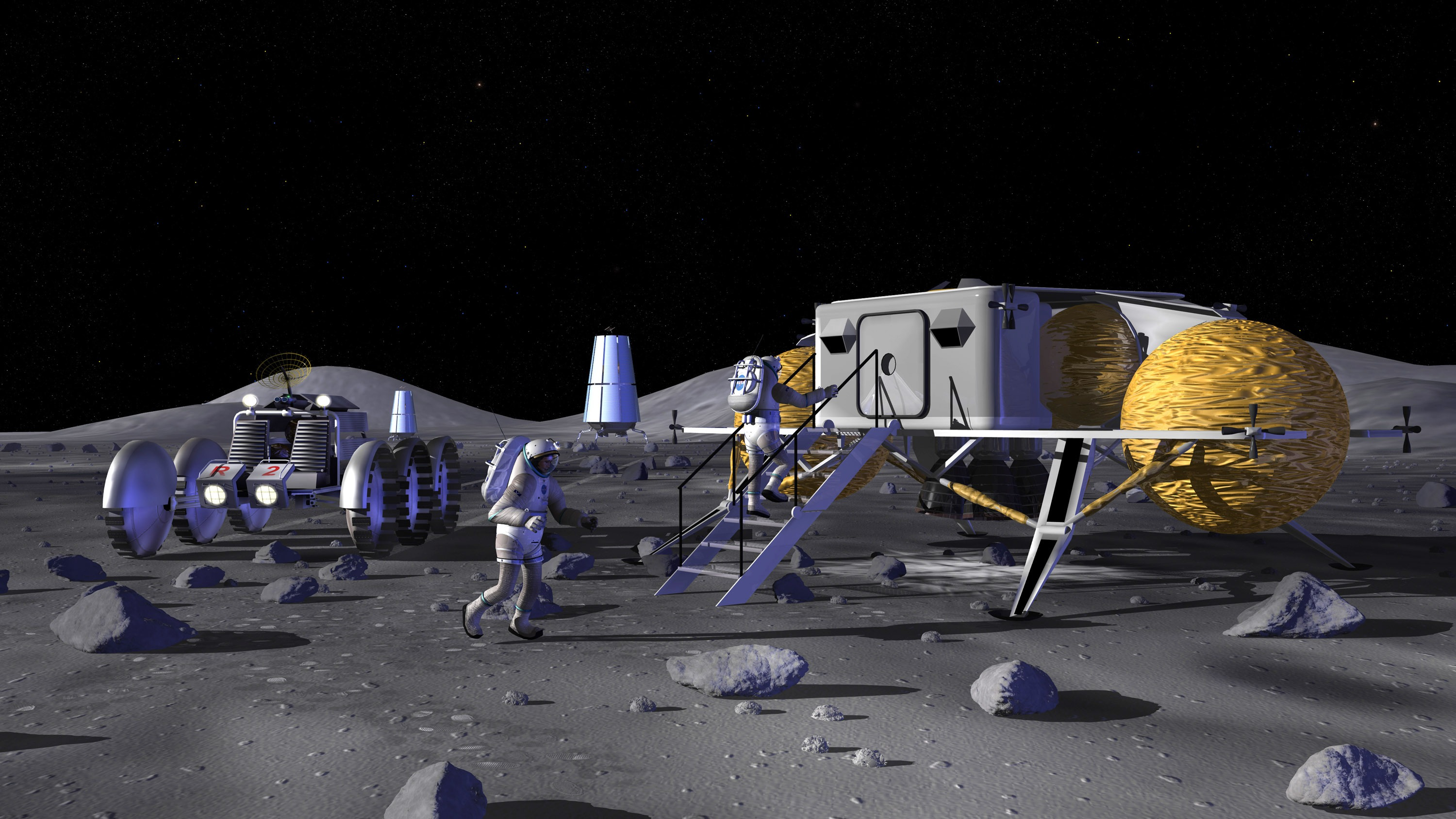

월면기지는 달에서 인간이 활동할 수 있게 하는 달 표면의 시설이다. 아르테미스 계획의 예정된 루나 게이트웨이와 같은 달 궤도의 우주정거장과는 차이가 있다. 월면기지는 무인용 및 유인용 모두에 사용이 가능하며 이 두 경우 모두 달 거주 시설을 포함할 필요는 없다. 이 기지는 달 거주지를 위한 한 단계이다.

## 같이 보기
- 우주정거장
- 루나 게이트웨이
- 우주망원경